# Magnar Estenstad
Magnar Estenstad (n. 27 septembrie 1924, Comuna Hølonda⁠(d), Sør-Trøndelag, Norvegia – d. 13 mai 2004, Comuna Hølonda⁠(d), Sør-Trøndelag, Norvegia) a fost un schior de fond ce a reprezentat Norvegia, medaliat olimpic. A participat la o ediție a Jocurilor Olimpice (1952) în care a câștigat o medalie de argint și o medalie de bronz.